# František Malinský
František Malinský (30. listopadu 1850 Hlinsko – 7. dubna 1926 Praha) byl český a československý lékař, podnikatel, politik a meziválečný poslanec Revolučního národního shromáždění za Českou státoprávní demokracii, respektive za z ní vzniklou Československou národní demokracii. Později byl senátorem Národního shromáždění ČSR. Byl podnikatelem v bramborářském průmyslu a zakladatelem společnosti Amylon.

## Životopis
Studoval na lékařské fakultě tehdejší Karlo-Ferdinandovy university, kterou absolvoval v roce 1875. Titul doktora medicíny získal v roce 1876. Poté nastoupil na praxi do několika pražských nemocnic. Následně se vrátil do Hlinska, kde si otevřel ordinaci obvodního lékaře a působil v ní od roku 1877 až do roku 1891. Kromě své práce se s entuziasmem zapojil do společenského života. Angažoval se také v Sokole, jehož členové si jej zvolili starostou. Posléze se stal i starostou města a od svého otce v Hlinsku převzal továrnu na bramborový škrob.
Dne 13. září 1877 se v přibyslavském kostele oženil s Boženou Peškovou. Její otec, Christian Peška, patřil k předním podnikatelům na Přibyslavsku. Stal se zde pionýrem v průmyslovém zpracování brambor. V Ronově nad Sázavou zprovoznil škrobárnu brambor, kterou vybudoval v někdejší papírně, zničené požárem. Vyráběl zde sirob a hroznový cukr, a to v takové kvalitě, že jeho produkty byly oceněny na dvou světových výstavách. Po jeho smrti však začal podnik upadat, což František Malinský nedokázal netečně sledovat.
Nakonec se tedy rozhodl opustit svou zavedenou lékařskou praxi a z Hlinska se odstěhoval, aby se pustil do záchrany podniku. Jeho řízení se ujal v roce 1891. Po všech stránkách jej zmodernizoval a snížil tak pracovní náklady, což mu umožnilo obstát ve vzrůstající konkurenci. Některé okolní provozy se snažil koupit.
Mezitím v roce 1904 koupil zámek v Holovousích, kde pak žil jeho syn, od dětství slepý. Od roku 1907 působil jako místopředseda Družstva hospodářských lihovarů.
S konkurenčními škrobárnami v Polné, Žďáru nad Sázavou a Hesově vytvořil v roce 1912 po dlouhém jednání akciovou společnost Amylon, jeden z největších škrobárenských podniků na Moravě. Vytvoření Amylonu Františku Malinskému uvolnilo ruce, a začal se tak více angažovat v obchodní i politické činnosti v Praze. Od roku 1917 byl předsedou představenstva Živnostenské banky. Angažoval se v Obchodní a živnostenské komoře a Národohospodářském ústavu. Byl také předsedou Ústředního svazu průmyslu.
Byl aktivní politicky již za Rakouska-Uherska. V zemských volbách v roce 1895 byl za mladočeskou stranu zvolen v městské kurii (volební obvod Německý Brod, Humpolec, Polná) do Českého zemského sněmu. Později měl na sněmu zastupovat kurii obchodních a živnostenských komor v Praze.
Po vzniku Československa zasedal v Revolučním národním shromáždění. Na post poslance nastoupil v listopadu 1918 a rezignoval v lednu 1920. Po parlamentních volbách v roce 1920 získal senátorské křeslo v Národním shromáždění. Mandát ale nabyl až dodatečně v roce 1922 jako náhradník poté, co zemřel senátor Karel Sokol. V roce 1923 založil Mlékárenské a pastevní družstvo v Přibyslavi, jehož předsedou se stal inženýr agronomie Adolf Švec.
Zemřel v dubnu 1926 ve svém bytě v Praze. Spáchal sebevraždu zastřelením, která byla motivována zjištěním, že je nevyléčitelně nemocný (rakovina).